# سوکسینیک اسید
سوکسینیک اسید (به انگلیسی: Succinic acid) با فرمول شیمیایی C4H6O4 یک دی کربوکسیلیک اسید با شناسه پاب‌کم ۱۱۱۰ است. این ترکیب یکی از ترکیبات واسطه‌ای چرخه اسید سیتریک است.
succinate + اف‌ای‌دی → fumarate + FADH2